# Joseph Priestley
Joseph Priestley (13. marts 1733 – 8. februar 1804) var engelsk kemiker, filosof, præst og pædagog. Han var en meget flittig mand og fik udgivet over 150 bøger inden for mange emner. Hans indsats er især på kemiens område, og han regnes for en af den moderne kemis grundlæggere. Han er bedst kendt som den, der fandt grundstoffet ilt. Han var den første, der beskrev lattergas, og han opfandt og simplificerede et apparatur til undersøgelse af gasarter.
Han modtog Copleymedaljen i 1772.
I 1922 blev Priestley Medal etableret af American Chemical Society navngivet efter Priestly
Religiøst var Priestley Arianer eller antitrinitar.

## Tidligt liv
Joseph Priestley blev født ind i en stor børnefamilie 13. marts 1733 i Yorkshire, England. Da hans mor døde ødelagt af børnefødsler, flyttede han ind hos sin tante, Sarah Keighley, som var calvinist. Dette hjem var stærkt religiøst og det var måske en af grundene til, at Priestley holdt så godt fast i kristendommens eksistens på trods af hans videnskab og sympati for socialisme. Tanten havde planer om hans fremtid; han skulle blive præst. Men da Joseph Priestley fik en alvorlig sygdom i 1749, begyndte han at tvivle på Gud, da han som calvinist, så sygdommen som en prøve, Gud havde skabt for ham. Derfor skiftede han studie efter sin sygeperiode og begyndte at studere mange sprog med intentionen om at blive handelsmand. Derudover læste han også naturvidenskab. 

### 1752-61
I 1752 vendte Joseph Priestley tilbage til teologi-studiet, men med et langt mere kritisk syn på ordene i Biblen. Han kom ud som en præst i en lille landsby, men det gik ikke godt. Landsbyfolkene var forargede over hans syn på biblen. Ligeså var hans tante. I storbyen ville man ikke brokke sig synderligt, da det var mere almindeligt med åbne holdninger over for fx naturvidenskab kombineret med kristendom. Derfor blev han flyttet til en menighedskreds i byen Nantwich og startede en skole, hvor han underviste naturvidenskab, hvilket var meget ualmindeligt for skolerne dengang. 

### 1761-67
I 1761 fik Joseph Priestley tilbudt en plads på et universitet i Warrington, hvor han underviste sprog og retorik. I sin tid på universitet giftede han sig med sin kone, Mary Wilkinson. På universitetet gjorde han sig især bemærket med sine studier i historie-faget og en lang bog om elektricitet. Han fik stor anerkendelse for begge områder.

## 1767-73
I 1767 flyttede han til Leeds for at genoptage præstegerningen. Derudover skrev han også adskillige bøger. Han tilkendegav sin socialistiske overbevisning. Et af hans værker skabte furore, da det betvivlede Jesus' hellighed og Marias jomfrufødsel ved at påpege de fysiske umuligheder. På den anden side beskyttede han også Biblen med naturvidenskabelige begrundelser, og at alt det usande skyldes menneskers indflydelse på biblen i århundreder. Mens han var i præst i Leeds fik han også opdaget nye ting inden for kemien. Hans hobby, som han kaldte den, gik bl.a. ud på at finde ud af hvad luften bestod af. Her fandt han under forsøgene en måde til at fremstille danskvand.

## 1773-80
I 1773 flyttede han til Calne, hvor han begyndte som universitetslærer og bibliotekar. Denne beskæftigelse gav ham masser af tid til at se på andre ting. I hans tid i Calne skrev han et større filosofisk værk, hvori han beskriver adskillelsen af sjæl og krop. Ifølge værket har Gud skabt alle naturlovene, og sjælen er skabt uden for disse naturlove, hvorved de er uden for menneskets rækkevidde. Det blev dårligt modtaget. 

### Opdagelsen af oxygen
Det var også i denne tid, at han opnåede det han er blevet mest kendt for. Opdagelsen af grundstoffet oxygen i 1774. I mange år havde han interesseret i hvad luften bestod af. I starten af 1770'erne opdagedes hydrogen og nitrogen, så de andre basale gasser måtte komme snart. Det Priestley gjorde var at afbrænde HgO, hvorved han kunne opsamle frit oxygen. Han satte derefter et stearinlys ind til gassen og han så hvordan l
lyset begyndte at brænde kraftigere. Dette ville også give dødsstødet til flogiston-teorien. Priestley ville dog ikke slippe phlostigon-teorien, for han omformulerede den blot en smule og forsvarede den fejlagtigt i mange år. Under sine studier af oxygen besøgte Priestley franskmanden Antoine Laurent Lavoisier, som han kunne hjælpe ved at introducere ham for oxygen. Det hjalp Lavoisier meget og han fik sat gang i den kemiske revolution. Da Lavoisiers værker kom ud i 1789 afviste Priestley dog teorierne, som ellers er gældende i dag.

### Den reelle opdager?
Kriteriet for at være et grundstofs opdager er ikke fastlagt, så titlen som oxygenets opdager kan diskuteres. I det gamle Kina havde man en teori om at luften bestod af to komponenter; Yin og Yang. Yang kan både tydes som kuldioxid eller nitrogen, mens Yin stort set kun kan tydes som ilt. Yin kan nemlig fjernes fra luften ved at afbrænde kul eller svovl. Danskeren Ole Borch fik dannet ilt kunstigt i 1678, og opdagede at han havde skabt en gas, men han beskrev den ikke. Carl Wilhelm Scheele var især tæt på at komme før Priestley i opdagelsen. I 1772 havde han også fremstillet ilt og konkluderet, at det var et element luften består af. Han lod arbejdet ligge og først i 1775 fik han afleveret sin rapport til trykning, men der skulle gå endnu 2 år før den blev udgivet. Da havde Priestley ved breve, foredrag og i aviser allerede bekendt sig selv som opdager. Priestley fik derfor den uofficielle titel, fordi han var den første til at beskrive den nye gas videnskabeligt i offentligheden.

## Senere liv

### 1780-94
I 1780 valgte han at acceptere tilbuddet om at blive præst i Birmingham. Flere ting gjorde ham upopulær i hans år i Birmingham. Han forsvarede afhoppere fra den traditionelle kirke med henblik på, at de skulle have de samme rettigheder og behandling som alle andre. For det andet viste han beundring for den franske revolution og det efterfølgende rige. Han mente England kunne lære noget af de socialistiske tanker. Det eskalerede med et oprør i 1791, hvor hans hjem og kirke blev nedbrændt af utilfredse borgere. Selv de højerestående folk var glade for endelig at se, hvordan Priestley betalte prisen for sin rebelske, bedrevidende tanker. Han prøvede at flytte til Hackney i England for at slippe væk fra det. Det hjalp dog ikke, da han var et kendt ansigt og folk chikanerede ham. 

### 1794-1804
I 1794 tog han konsekvensen af forfølgelserne og rejste til Pennsylvania i USA. Her prøvede han at opbygge et liv på landet uden at involvere sig i politik. Det lykkedes dog ikke helt, men intet blev så alvorligt som før i England. Priestley udtrykte sin henrykkelse over at bo i et frit, liberalistisk land som USA, hvor han gerne måtte tro på det han ønskede uden nogen brokkede sig synderligt. Joseph Priestley fik også den ære at komme til at hjælpe Thomas Jefferson med et universitet i Virginia. De blev gode venner. I 1801 startede et langt sygdomsforløb, som skulle vare til 1804, hvor Priestley døde. 

### Familie
Priestley fik 3 sønner med sin kone. Den ene søn og konen døde kort tid efter de var flyttet til USA. 